# Parantheopsis vanhoeffeni
Parantheopsis vanhoeffeni is een zeeanemonensoort uit de familie Actiniidae.
Parantheopsis vanhoeffeni is voor het eerst wetenschappelijk beschreven door Pax in 1922.